# Волшебник (фильм, 1989)
«Волшебник» (англ. The Wizard; был показан по телевидению в России под названием «Кудесник») — приключенческая драма 1989 года с Фредом Сэвиджом, Люком Эдвардсом и Дженни Льюис в главных ролях. Сюжет описывает приключения троих детей, путешествующих автостопом до Калифорнии, где младший из них мог бы принять участие в чемпионате по компьютерным играм. В Германии фильм известен под названием Joy Stick Heroes.

## Сюжет
Центральное место в повествовании занимает 9-летний мальчик Джимми Вудс, страдающий от неизвестного психического расстройства (по симптомам напоминающего аутизм), вызванного ПТСР от того, что его сестра-близнец Дженнифер за два года до этого утонула в реке у него на глазах. Он ни с кем не общается, проводя практически всё время за раскладыванием кубиков и коробок, и всегда носит с собой коробку для ланча. Его заветная мечта — «Калифорния» — это единственное слово, которое он произносит с момента трагедии. Смерть девочки привела к расколу семьи Джимми: он живёт вместе с матерью Кристин и отчимом, тогда как его старшие единокровные братья Ник и Кори остались с их отцом Сэмом. Уставшие от больного ребёнка, мать и отчим решают отправить мальчика в психиатрическую больницу, но Кори, шокированный таким решением, помогает брату сбежать и вместе с ним отправляется в Калифорнию. За ними по пятам следует частный детектив, нанятый отчимом, а также отец Сэм с Ником.
По пути герои встречают девочку по имени Хэйли, в одиночестве путешествующую домой в город Рино. Случайно обнаружив у Джимми незаурядные способности к видеоиграм, она нарекает его «Волшебником» и рассказывает о «Видео-армагеддоне», чемпионате с призовым фондом в 50 тысяч долларов. Кори видит в этом турнире единственную для Джимми возможность избежать заключения в лечебницу, и Хэйли за долю от выигрыша соглашается помочь им добраться до Лос-Анджелеса. Деньги на дорогу они добывают победами в компьютерных состязаниях с различными встречающимися людьми, не верящими в способности ребёнка-аутиста. Одним из таких соперников становится Лукас Бартон, подросток, демонстрирующий своё умение играть в Rad Racer с помощью приспособления Power Glove — Джимми отказывается играть против него, но их ждёт встреча на предстоящем чемпионате. Отказ Джимми чуть было не приводит к расколу между Кори и Хэйли, так как Кори чуть было не признаёт, что его брат безнадёжен, но неожиданно тот начинает выговаривать другие отдельные слова и Кори понимает, что Джимми на пути к выздоровлению.
Персонажи попадают в Рино, где выясняется мечта Хэйли — помочь отцу, всю жизнь прожившему в трейлере, приобрести настоящий дом. Друг девочки, чернокожий водитель грузовика по имени Спэнки, помогает им выиграть в казино немного денег, которые решено потратить на тренировку Джимми — мальчика приводят в большой зал игровых автоматов PlayChoice-10, там он пробует пройти множество новых игр, показывая полную готовность к чемпионату. Сам же чемпионат, проходящий в Universal Studios Hollywood, стартует с квалификационного раунда — в игре Ninja Gaiden Джимми обходит большинство конкурентов и попадает в финальный раунд. Все родственники к этому времени уже прибыли на мероприятие, частный детектив пытается поймать главного героя, но неудачно. Начинается последнее состязание. Соревнуясь с двумя другими претендентами, в том числе с Лукасом, Джимми играет в Super Mario Bros. 3, совершенно новую игру, на тот момент ещё не вышедшую в США, и с трудом побеждает буквально на последних секундах, после чего воссоединяется с братьями, отцом и матерью.
По дороге домой герои проезжают мимо придорожного парка развлечений «Карбесонские динозавры» и неожиданно Джимми просит остановиться, раскрывая, что это и есть та самая «Калифорния». Мальчик выскакивает из автомобиля и, преследуемый членами своей семьи, бежит внутрь большого импровизированного динозавра. Там он достаёт из коробки семейную фотографию, сделанную здесь несколько лет назад (в одной из предыдущих сцен выясняется, что он носит в коробке вещи, связанные с Дженнифер), когда сестра ещё была жива. Кори объясняет этот поступок желанием оставить воспоминания о сестре в том месте, где она была счастлива. Джимми оставляет коробку в динозавре и вместе с семьёй возвращается домой. В последнем кадре он целует Хэйли.

## Отзывы и критика
Фильм удостоился смешанных отзывов, многие критики восприняли ленту как большой рекламный ролик в 100 минут, проплаченный компаниями Nintendo и Universal. Роджер Эберт, в частности, назвал картину «циничным эксплуатационным фильмом с множеством рекламных вставок», при этом «безумно затянутым и неумело снятым», а позже — худшим фильмом 1989 года. Рита Кэмпли, обозревательница Washington Post, сочла ленту «безвкусной» и «неактуальной». Несмотря на это, в 2008 году в честь двадцатилетия фильма в кинотеатре Остина состоялся торжественный показ с выступлениями актёров и режиссёра Тодда Холланда, который отвечал на вопросы собравшихся поклонников.

## Игры показанные в фильме
- Castlevania II: Simon's Quest
- China Gate
- Contra
- Dr. Chaos
- Double Dragon
- F-1 Dream
- Mega Man 2
- Metroid
- Ninja Gaiden
- R.C. Pro-Am
- Rad Racer
- Rampage
- Super Mario Bros. 2
- Super Mario Bros. 3
- Teenage Mutant Ninja Turtles
- Zelda II: The Adventure of Link